# Paralichthodes algoensis
Paralichthodes algoensis är en fiskart som beskrevs av John Dow Fisher Gilchrist 1902. Paralichthodes algoensis ingår i släktet Paralichthodes och familjen flundrefiskar. IUCN kategoriserar arten globalt som livskraftig. Inga underarter finns listade i Catalogue of Life.